# Bahadurgarh Baby Killer
Bahadurgarh Baby Killer, neboli Bahadurgarhský vrah dětí, byla přezdívka anglických médií pro indického sériového vraha, který mezi lety 1995 až 1998 v okolí města Bahadurgarh ve státě Harijána unesl ze slumu celkem 12 dívek v předškolním nebo školním věku, znásilnil je, podřezal jim hrdla a takto zohavená těla opouštěl.
První obětí bylo šestileté děvčátko, žádná z jeho obětí neměla více než 9 let. První stopou bylo sperma pachatele na těle mrtvé. Když bylo 11. října 1995 nalezeno čtvrté tělo, opustilo místo mnoho rodičů s dětmi. Po nalezení jedenácté oběti byla vládou a několika soukromými osobami vypsána odměna za dopadení pachatele 10 000 rupií. V září 1998 byl zatčen podezřelý muž, jménem Satish, pracující v továrně nedaleko nálezů obětí.